# Torre di Tokyo
La Torre di Tokyo (東京タワー?, Tōkyō Tawā), nota anche come Tokyo Tower, è una torre per telecomunicazioni e panoramica situata all'interno del distretto di Shiba-kōen nel quartiere di Minato, Tokyo, in Giappone. Alta 332,6 m, è la seconda più alta struttura artificiale del Giappone, e la ventitreesima più alta al mondo. La struttura è una torre reticolare ispirata alla Torre Eiffel dipinta di bianco e di arancione internazionale in modo da rispettare le norme di sicurezza aerea.
È stata costruita nel 1958. Le principali fonti di reddito della torre sono il turismo e l'affitto di postazioni per antenne radio-televisive. Partendo dal FootTown, un negozio di quattro piani situato alla base della torre, i visitatori possono raggiungere due piattaforme di osservazione. L'Osservatorio Principale, di due piani, è posizionato all'altezza di 150 m, l'Osservatorio Speciale, più piccolo del precedente, a 250 m. Dalla sua apertura, il 23 dicembre 1958, si stima siano state più di 150 milioni le persone che le hanno fatto visita.
La struttura della torre funge da supporto per un'antenna. Originariamente prevista per la sola radiodiffusione televisiva, altre antenne radio furono installate nel 1961, tuttavia la torre è tuttora utilizzata principalmente per la trasmissione dei segnali per le maggiori televisioni giapponesi, quali la NHK, la TBS e Fuji TV.
La transizione alla televisione digitale è stata difficile; i 333 metri della torre non erano sufficienti per garantire adeguatamente l'intera copertura del territorio con il digitale terrestre. Per questo motivo è stata costruita un'altra torre per le comunicazioni più alta, la Tokyo Sky Tree, terminata il 29 febbraio 2012.

## Costruzione

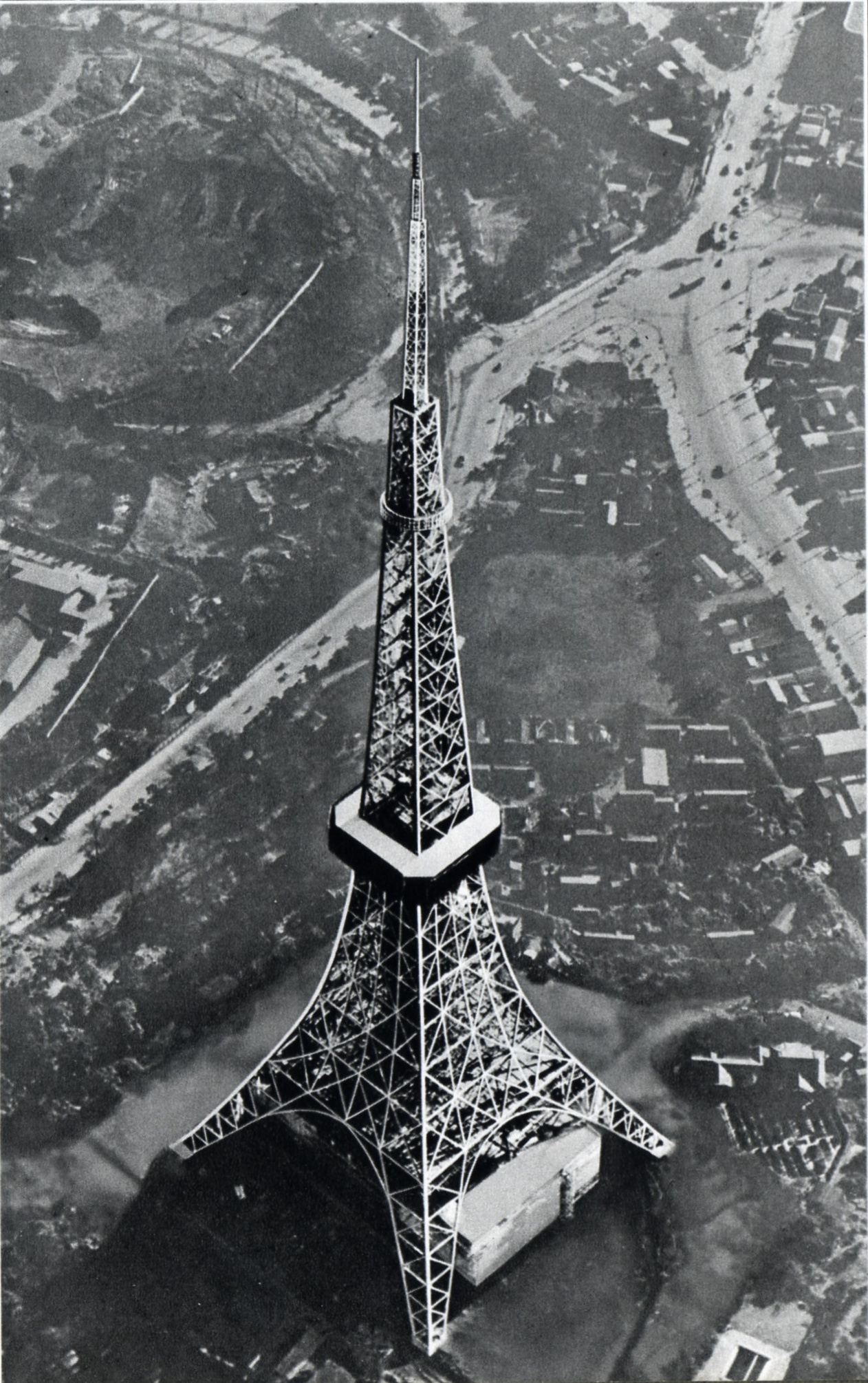
La Torre di Tokyo nel 1961

Una grande torre di trasmissione divenne necessaria nella regione del Kantō dopo che la NHK, la stazione di radiodiffusione pubblica giapponese, ebbe iniziato le trasmissioni televisive nel 1953. Nei mesi successivi varie emittenti private iniziarono anche loro la costruzione di una propria torre, seguendo l'esempio della NHK. Questo boom delle telecomunicazioni portò il Governo giapponese a credere che da lì a poco tutta Tokyo sarebbe stata occupata dalle nuove torri. Per questo motivo varò la proposta di costruire un'unica grande torre in grado di trasmettere il segnale in tutta la regione. Inoltre, dopo il boom economico postbellico del 1950, il Giappone era alla ricerca di un monumento per simboleggiare la sua ascesa come nuova potenza dell'economia globale.
Hisakichi Maeda, fondatore e presidente della Nippon Denpatō, proprietaria della torre, progettò inizialmente la torre in modo da superare in altezza l'Empire State Building, che con i suoi 381 m era in quel momento la struttura artificiale più alta al mondo. Tuttavia, il progetto naufragò a causa della mancanza di fondi e materiali. L'altezza della torre fu in seguito determinata dalle esigenze delle stazioni televisive che necessitavano una distanza di circa 150 km per trasmettere in tutta la regione del Kantō. Tachū Naitō, noto designer di grattacieli in Giappone, fu scelto per progettare la torre in base alle nuove esigenze. Cercando ispirazione nel mondo occidentale, basò il suo progetto sulla Torre Eiffel di Parigi, in Francia. Con l'aiuto della società di ingegneria Nikken Sekkei Ltd., Naitō presentò il suo progetto come una struttura all'avanguardia capace di resistere ai terremoti con intensità doppia rispetto al grande terremoto del Kantō del 1923, e a tifoni con una velocità del vento fino a 220 km orari.
La costruzione della struttura diede lavoro a centinaia di tobi, tradizionali operai giapponesi specializzati nella costruzione di grattacieli. La Takenaka Corporation iniziò i lavori nel mese di giugno del 1957 e ogni giorno almeno 400 operai lavorarono sulla torre. L'acciaio di cui è composta la struttura della torre fu riciclato per un terzo dai rottami dei carri armati americani danneggiati nella guerra di Corea. Quando l'antenna di 90 m fu posizionata il 14 ottobre 1958, la Torre di Tokyo era la torre autoportante più alta del mondo, togliendo il titolo alla Torre Eiffel, superata di 13 m. Nonostante sia più alta della torre parigina, la Tokyo Tower pesa poco più di 4 000 tonnellate, 3 300 in meno della Torre Eiffel. Se nel frattempo altre torri hanno superato in altezza la Torre di Tokyo, la struttura rimane ancora la più alta struttura autoportante in acciaio di tutto il mondo ed è stata la più alta struttura artificiale in Giappone fino alla costruzione della Tokyo Sky Tree nel 2012. La Tokyo Tower fu aperta al pubblico il 23 dicembre 1958, con un costo finale di 2,8 miliardi di yen (8,4 milioni di dollari nel 1958). La torre è stata ipotecata per 10 miliardi di yen nel 2000.

## Funzioni

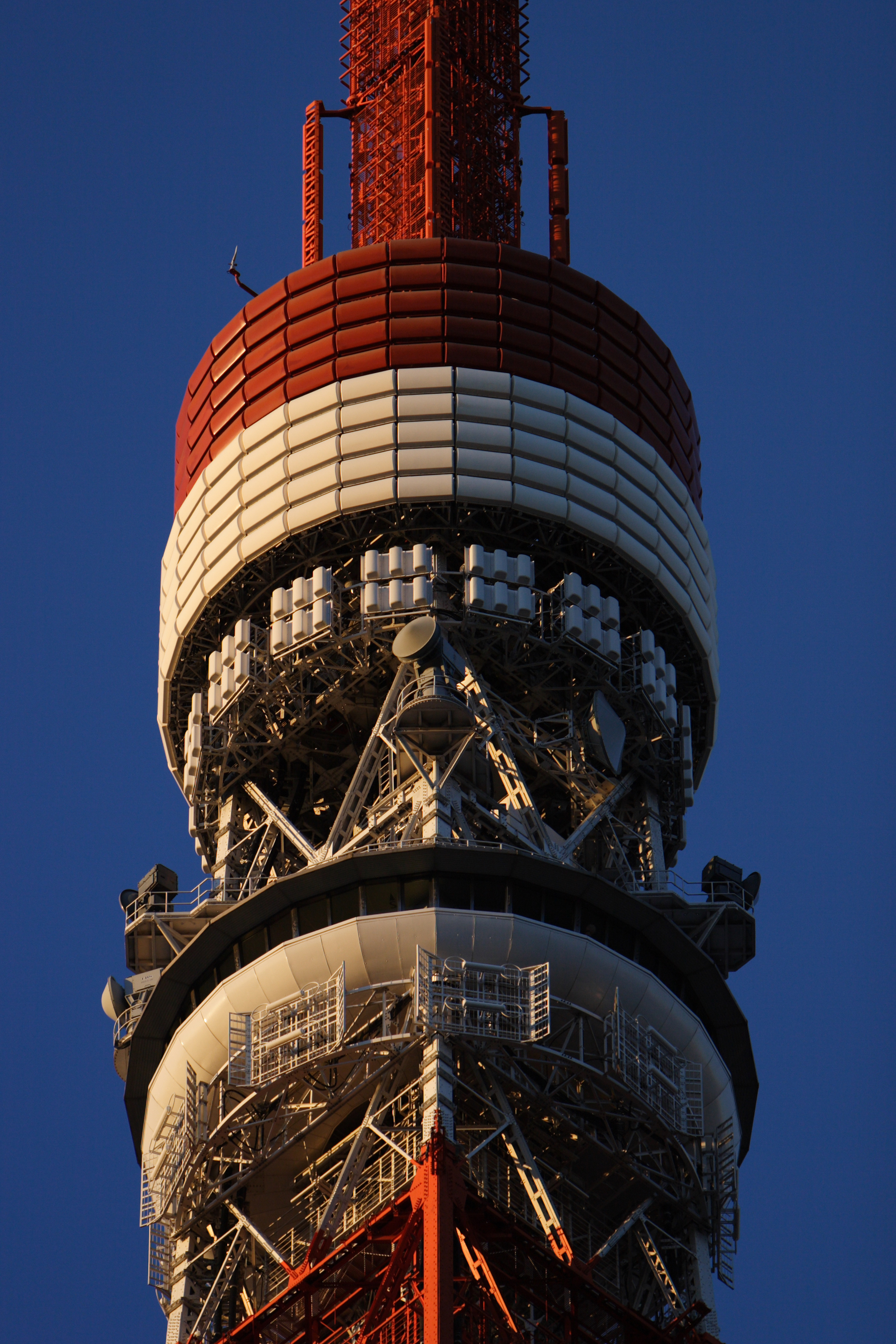
L'Osservatorio speciale che si trova direttamente sotto le apparecchiature digitali e televisive della torre

Le due fonti di reddito principali della Torre di Tokyo sono il turismo e l'affitto di postazioni per antenne radio-televisive. La sua funzione principale è quello di struttura di supporto per le antenne, ma è anche un'importante destinazione turistica che ospita numerose attrazioni. Oltre 150 milioni di persone hanno visitato la torre in totale dalla sua apertura nel 1958. La presenza di visitatori è andata via via in diminuzione fino a toccare il minimo storico di 2,3 milioni di visite nel 2000. Da allora, la partecipazione è in ripresa, e attira circa 3 milioni di visitatori all'anno. La prima area che i turisti incontrano una volta raggiunta la torre è il FootTown, un edificio di quattro piani situato proprio sotto la torre. Qui i visitatori possono mangiare, fare acquisti, visitare musei e gallerie. Gli ascensori che partono dal primo piano del FootTown possono essere utilizzati per raggiungere il primo dei due punti di osservazione, l'Osservatorio Principale, costituito da due piani. Al costo di un altro biglietto, i visitatori possono successivamente salire su un'altra serie di ascensori per raggiungere il punto di osservazione finale, l'Osservatorio Speciale.

### Radiodiffusione
La Torre di Tokyo, membro della Federazione mondiale delle grandi torri, è utilizzata da numerose organizzazioni per scopi di trasmissione diversi. La struttura era originariamente destinata alla diffusione televisiva, ma nel 1961 furono installate anche delle antenne per la diffusione via radio. La torre trasmette la televisione digitale, la radio e la radio digitale. Le stazioni che utilizzano l'antenna sono:
- NHK General TV Tokyo (JOAK-TV)
- NHK Educational TV Tokyo (JOAB-TV)
- NHK Radio FM Tokyo
  - NHK Radio 1 FM Tokyo
  - NHK Radio 2 FM Tokyo
- TV Asahi Tokyo (JOEX-TV)
- Fuji Television Tokyo (JOCX-TV)
- Tokyo Broadcasting System (JORX-TV)
- Nippon Television Tokyo (JOAX-TV)
- TV Tokyo (JOTX-TV)
- J-WAVE
- Tokyo FM
- FM Interwave
- The University of the Air TV
- The University of the Air-FM
- Tokyo Metropolitan Television (JOMX-TV)
- Nikkei Radio Broadcasting Relay Antenna

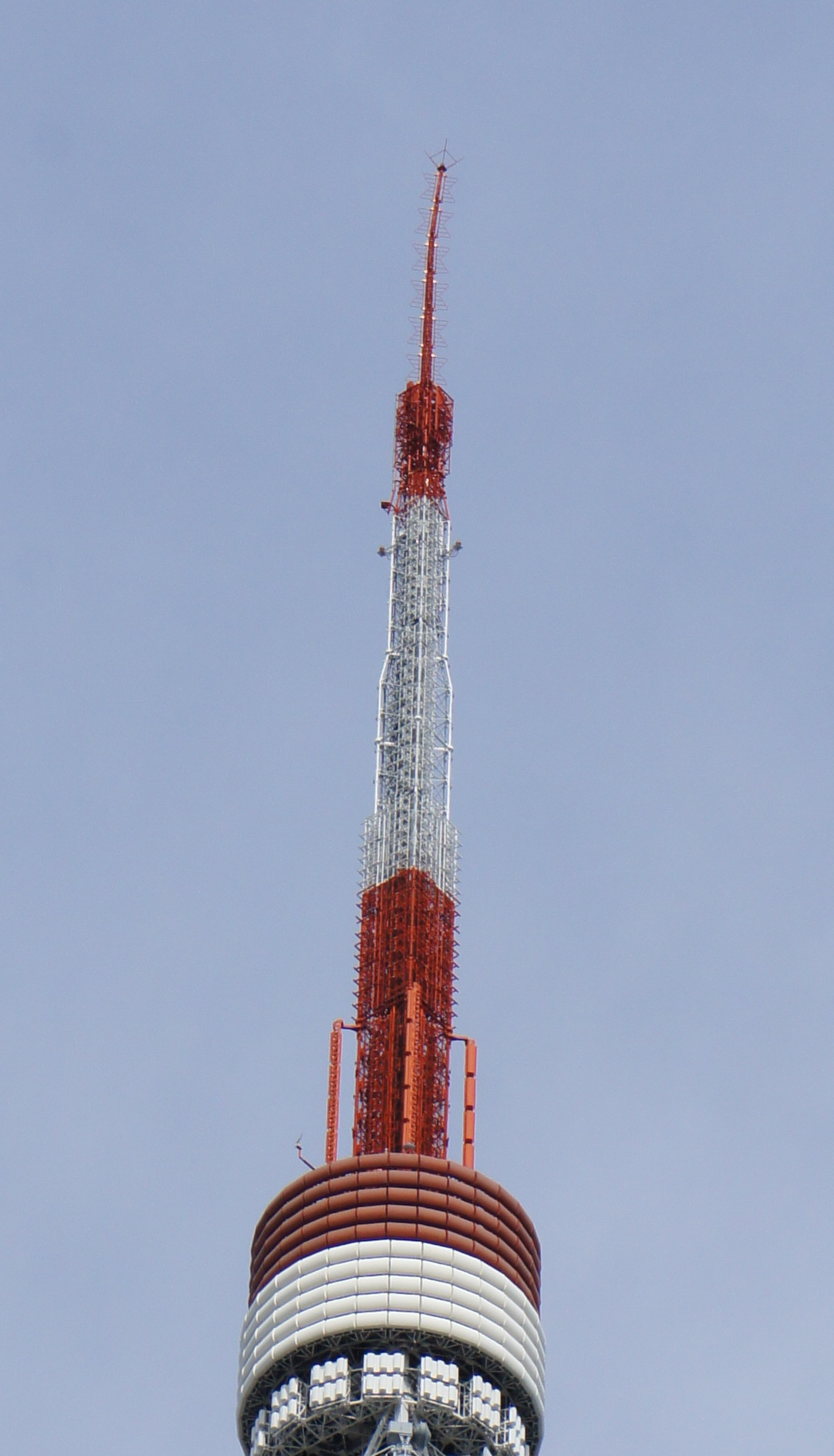
L'antenna della Torre di Tokyo danneggiata durante il terremoto del Tōhoku

Nel passaggio alla televisione digitale del luglio 2011 sono sopraggiunti dei problemi. La torre, infatti, non è abbastanza alta per trasmettere le onde di frequenza più elevate necessarie a sovrastare le aree circondate da grattacieli o da foreste. Per questo motivo è stata costruita un'altra torre di 634 m di altezza, la Tokyo Sky Tree, inaugurata nel 2012. Per rendere di nuovo appetibile la Tokyo Tower alla NHK ed altre cinque emittenti commerciali che hanno deciso di trasferirsi nella nuova torre, i funzionari della Nippon Denpatō hanno redatto un piano atto ad ingrandire l'antenna per la trasmissione digitale fino 100 m per un costo approssimativo di 4 miliardi di yen. Considerato che questi interventi non sono stati ancora realizzati, si prevede che la torre interromperà la trasmissione digitale ad eccezione dell'emittente Open University, che continuerà a trasmettere dalla torre. Le stazioni radio FM inoltre continueranno a utilizzare la torre per la diffusione nella zona di Tokyo. Masahiro Kawada, direttore di progettazione della torre, ha anche sottolineato la possibilità che la torre possa svolgere il ruolo di riserva e di supporto della Tokyo Sky Tree, a seconda di ciò che le emittenti intendono fare.
La punta dell'antenna è stata danneggiata l'11 marzo del 2011 a seguito del terremoto del Tōhoku. Il 19 luglio 2012, l'altezza della Torre di Tokyo è stata ridotta a 315 m, per la riparazione dell'antenna superiore dai danni subiti durante il terremoto.

### Attrazioni

#### FootTown
Situato alla base della torre, il FootTown è un edificio di quattro piani. Il primo piano comprende l'Acquarium Gallery, una hall con reception, il "Tower Restaurant" (capace di ospitare 400 persone), il negozio di generi alimentari FamilyMart e un negozio di souvenir. Le attrazioni principali di questo piano, tuttavia, sono i tre ascensori che fungono come corsa diretta per l'Osservatorio Principale. Al secondo piano si trovano soprattutto negozi alimentari e per lo shopping. Oltre ai cinque ristoranti indipendenti, il secondo piano è composto da una zona food court con quattro ristoranti, tra cui un McDonald's e un Pizza-La.

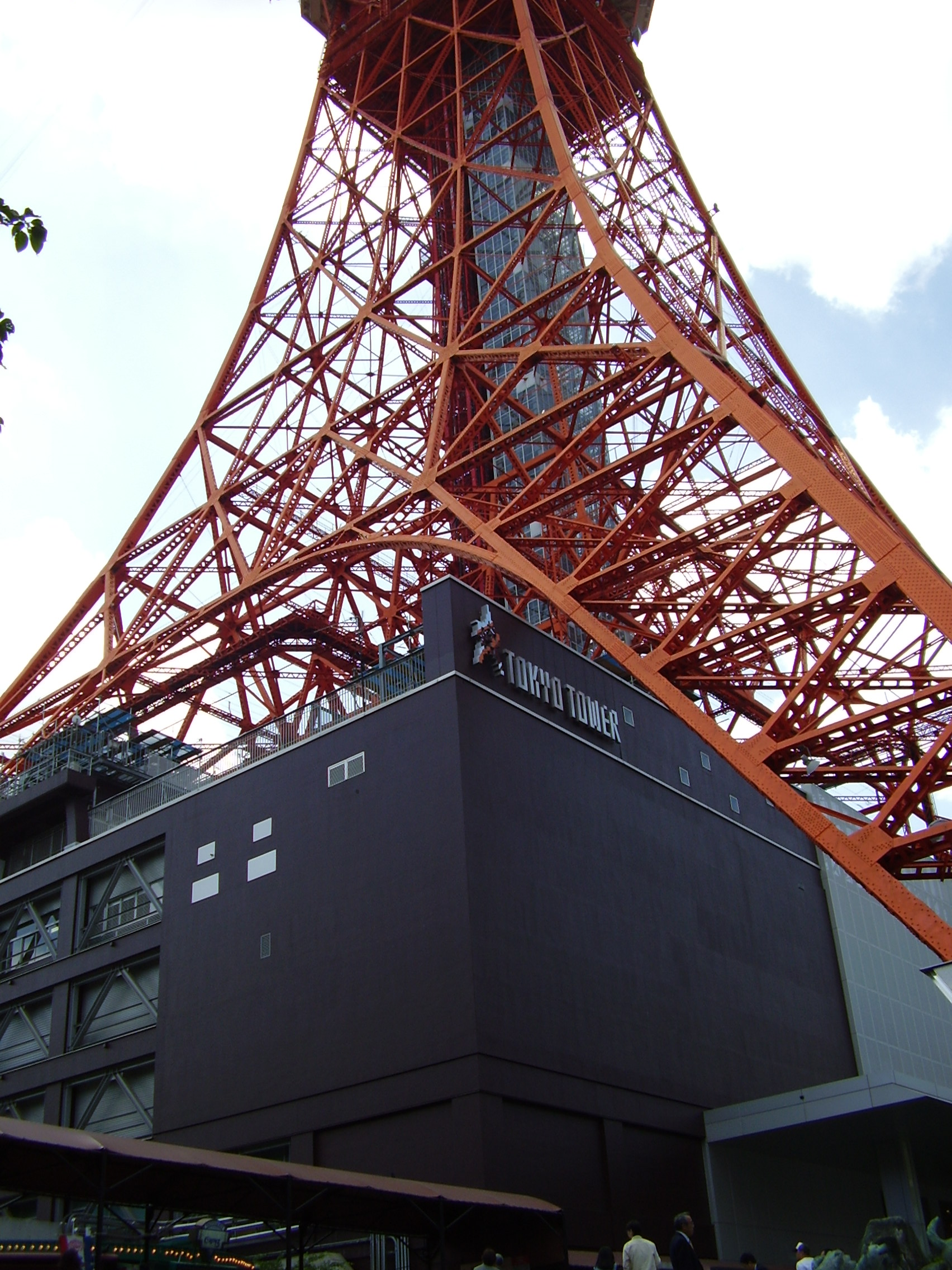
La base della torre con il FootTown collocato al suo interno

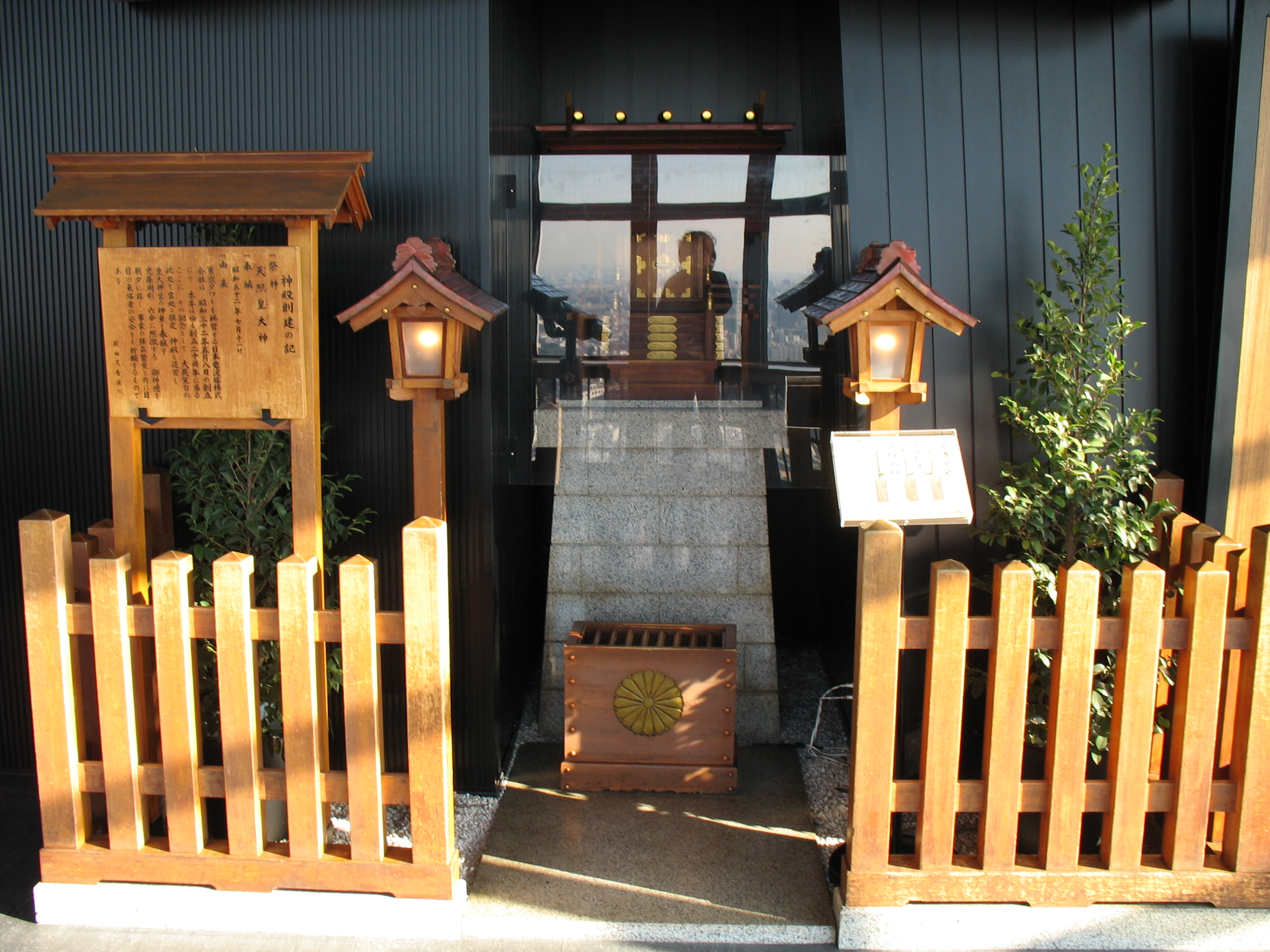
Un santuario shintoista si trova al secondo piano dell'Osservatorio principale

Il terzo piano ospita il Guinness World Records Museum di Tokyo, un museo che ospita immagini a grandezza naturale, foto e cimeli raffiguranti record interessanti che sono stati autenticati dal libro dei Guinness dei primati. Il Tokyo Tower Wax Museum, inaugurato nel 1970, è un museo delle cere in cui si possono trovare statue di personaggi famosi appartenenti alla cultura di massa come i Beatles, oppure a figure religiose come Gesù Cristo. Su questo piano si trovano anche la Gallery DeLux, con i suoi giochi di ologrammi, una sitting-room e alcuni negozi specializzati. Al quarto e ultimo piano si trova la Trick Art Gallery, che intrattiene i visitatori con illusioni ottiche, dipinti e oggetti con i quali è possibile interagire.
Sul tetto del FootTown si trova un piccolo parco divertimenti in cui sono presenti piccole giostre e animatori per i più piccoli. Durante i fine settimana e nei giorni festivi, i visitatori possono utilizzare il tetto per accedere alle scale esterne. Composta da circa 660 gradini, la tromba delle scale è un'alternativa agli ascensori della torre e conduce direttamente all'Osservatorio Principale.

#### Punti di osservazione

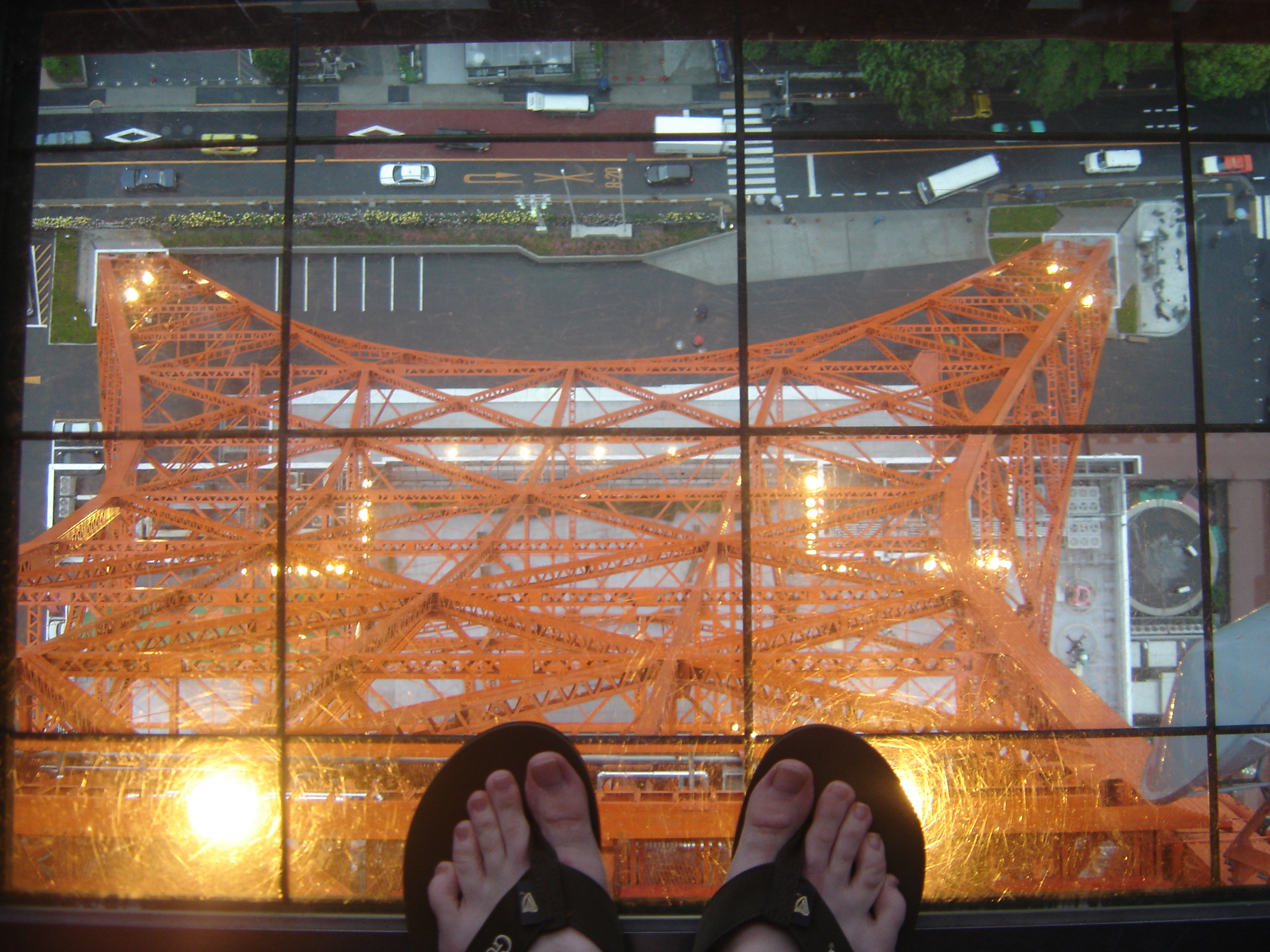
La visuale attraverso una "look down window"

La Torre di Tokyo ha due punti di osservazione principali, l'Osservatorio principale e l'Osservatorio speciale. Entrambi offrono una visione a 360 gradi di Tokyo e, nelle giornate limpide, il Fuji è visibile ad ovest-sud-ovest. Il primo piano dell'Osservatore principale, situato a 145 m d'altezza, è sede del Club 333, un piccolo bar dove è possibile ascoltare musica dal vivo. Sono inoltre disponibili in questo piano due "look down windows" che consentono ai visitatori di stare su una piccola finestra guardando il suolo 145 m più in basso. Il secondo piano (a 150 m) ospita un piccolo negozio di souvenir e un santuario shintoista, il più alto santuario nei quartieri speciali di Tokyo. Gli ascensori che portano all'Osservatorio speciale si trovano anche su questo piano. L'Osservatorio speciale è un piccolo, circolare, osservatorio completamente recintato, situato a 250 m d'altezza.

## Aspetto

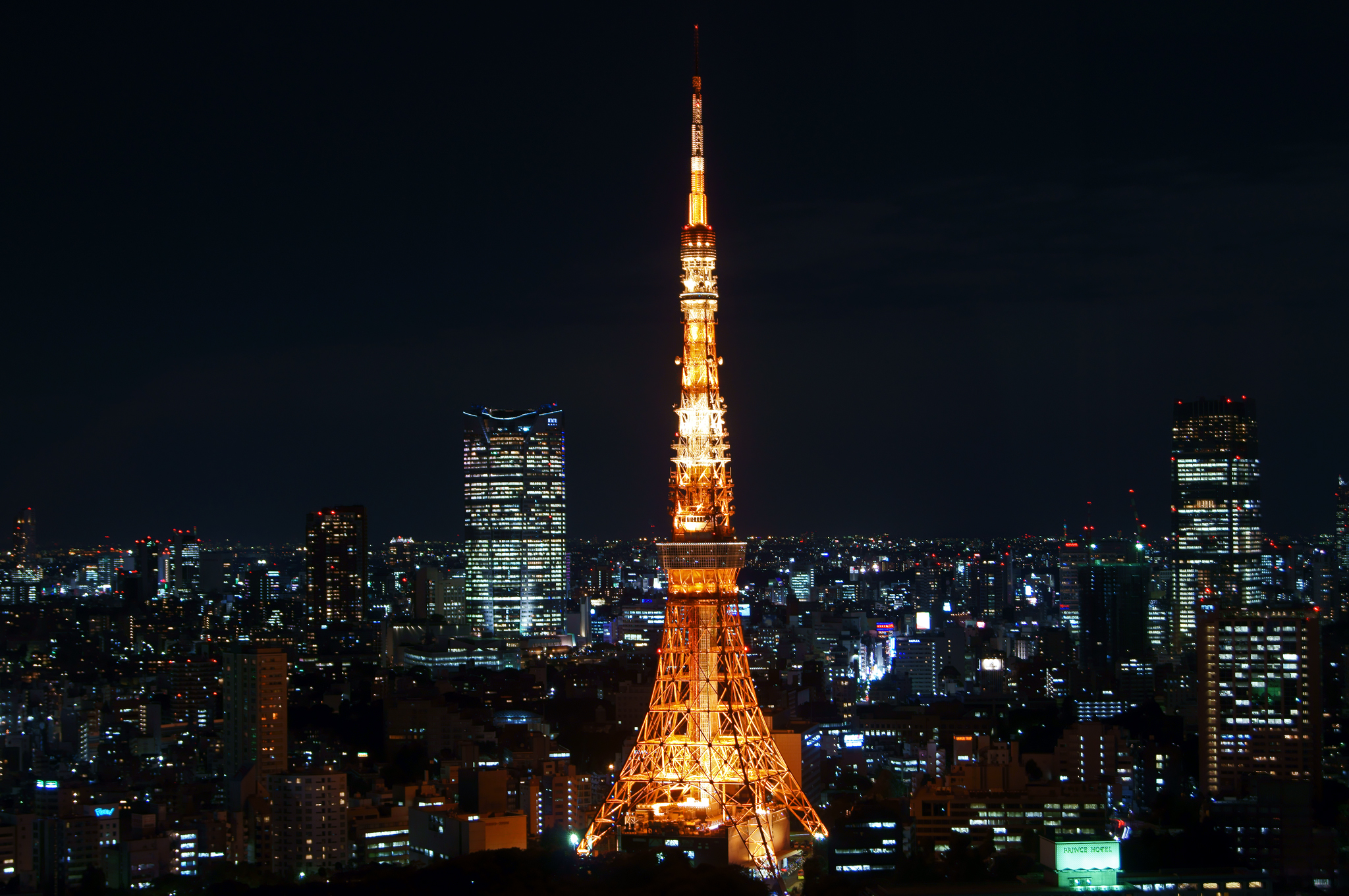
Panorama di Tokyo con in primo piano la torre illuminata

La Torre di Tokyo richiese un totale di 28 000 litri di vernice per essere dipinta completamente di bianco e arancione internazionale, nel rispetto delle norme di sicurezza aerea. Ogni cinque anni la torre subisce un'importante opera di ristrutturazione in cui viene completamente riverniciata. Prima del 30º anniversario della torre nel 1987, l'illuminazione era costituita solo da lampadine poste sugli angoli della struttura che percorrevano la torre dalla base verso l'antenna. Nella primavera del 1987, la Nippon Denpatō invitò la lighting designer Motoko Ishii a visitare la torre. Dalla sua apertura, avvenuta trent'anni prima, la vendita di biglietti annuali della torre era scesa in modo significativo, e nel tentativo di rivitalizzare la torre e ristabilire il suo ruolo di importante attrazione turistica e simbolo di Tokyo, Ishii fu assunta per ridisegnare la disposizione dell'illuminazione della Tokyo Tower.
Il nuovo sistema di illuminazione fu inaugurato nel 1989, e richiese la rimozione delle vecchie lampadine e l'installazione di 176 proiettori all'interno e intorno alla struttura della torre. Dal tramonto a mezzanotte, i riflettori illuminano l'intera torre. Dal 2 ottobre al 6 luglio vengono utilizzate lampade a scarica che ricoprono la torre di in un colore arancione. Dal 7 luglio al 1º ottobre, le luci vengono modificate in lampade ad alogenuri metallici illuminando la torre di un colore bianco. Il cambiamento delle lampade è collegabile al cambio delle stagioni. Ishii ha dichiarato che l'arancione è un colore caldo e aiuta a compensare i freddi mesi invernali. Al contrario, il bianco è pensato come un colore freddo che aiuta durante i caldi mesi estivi.
Occasionalmente, l'illuminazione della Torre di Tokyo cambia a seconda di specifici accordi esclusivi o per eventi speciali. Per alcuni eventi annuali ricorrenti la torre cambia il suo colore in base alla situazione. Dal 2000, il 1º ottobre, l'intera torre è illuminata di una luce rosa, per annunciare l'inizio del Mese della consapevolezza verso il cancro al seno. La torre ha avuto anche una speciale illuminazione nel Natale del 1994. Durante la notte di Capodanno, e fino a mezzanotte, un display con il numero dell'anno viene visualizzato su un lato dell'osservatorio per celebrare l'arrivo del nuovo anno. La torre è stata illuminata in altri modi non tradizionali per festeggiare particolari eventi significativi per i giapponesi. Nel 2002, per celebrare l'apertura della Coppa del Mondo FIFA in Giappone alcune sezioni della torre furono illuminate di blu. Per il giorno di San Patrizio nel 2007 e per commemorare il 50º anniversario dell'amicizia tra giapponesi e irlandesi, la torre è stata illuminata di verde. In alcune occasioni, la Tokyo Tower è stata anche appositamente accesa in corrispondenza di eventi aziendali. Ad esempio, la metà superiore della torre è stata illuminata di verde per la prima giapponese di Matrix Reloaded e diverse sezioni della torre sono state illuminate di rosso, bianco e nero, per festeggiare il primo giorno di vendite della Coca-Cola C2. Nel dicembre 2008, la Nippon Denpatō spese 6,5 milioni di dollari per creare una nuova illuminazione notturna a schema intitolata "Velo di diamanti", per celebrare il 50º anniversario della torre. L'illuminazione consisteva in 276 lampadine in sette colori diversi equamente distribuite tra le quattro facce della torre.
In caso di illuminazione speciale della torre, l'Osservatorio Principale svolge spesso un ruolo importante. Durante il secondo internazionale White Band Day il 10 settembre 2005, la torre rimase completamente spenta ad eccezione dell'Osservatorio Principale, che fu illuminato da una luce bianca, simboleggiando il braccialetto bianco in riferimento al nome del giorno. Per festeggiare il passaggio al digitale terrestre nella regione del Kantō, il 1º dicembre 2005 apparve in ogni facciata dell'Osservatorio la scritta chi-deji (地デジ?), abbreviazione di chijō dejitaru hōsō (地上デジタル放送? digitale terrestre). L'Osservatorio ha in seguito riportato la scritta "TOKYO" e "2016", per sottolineare la candidatura della capitale nipponica alle Olimpiadi 2016.

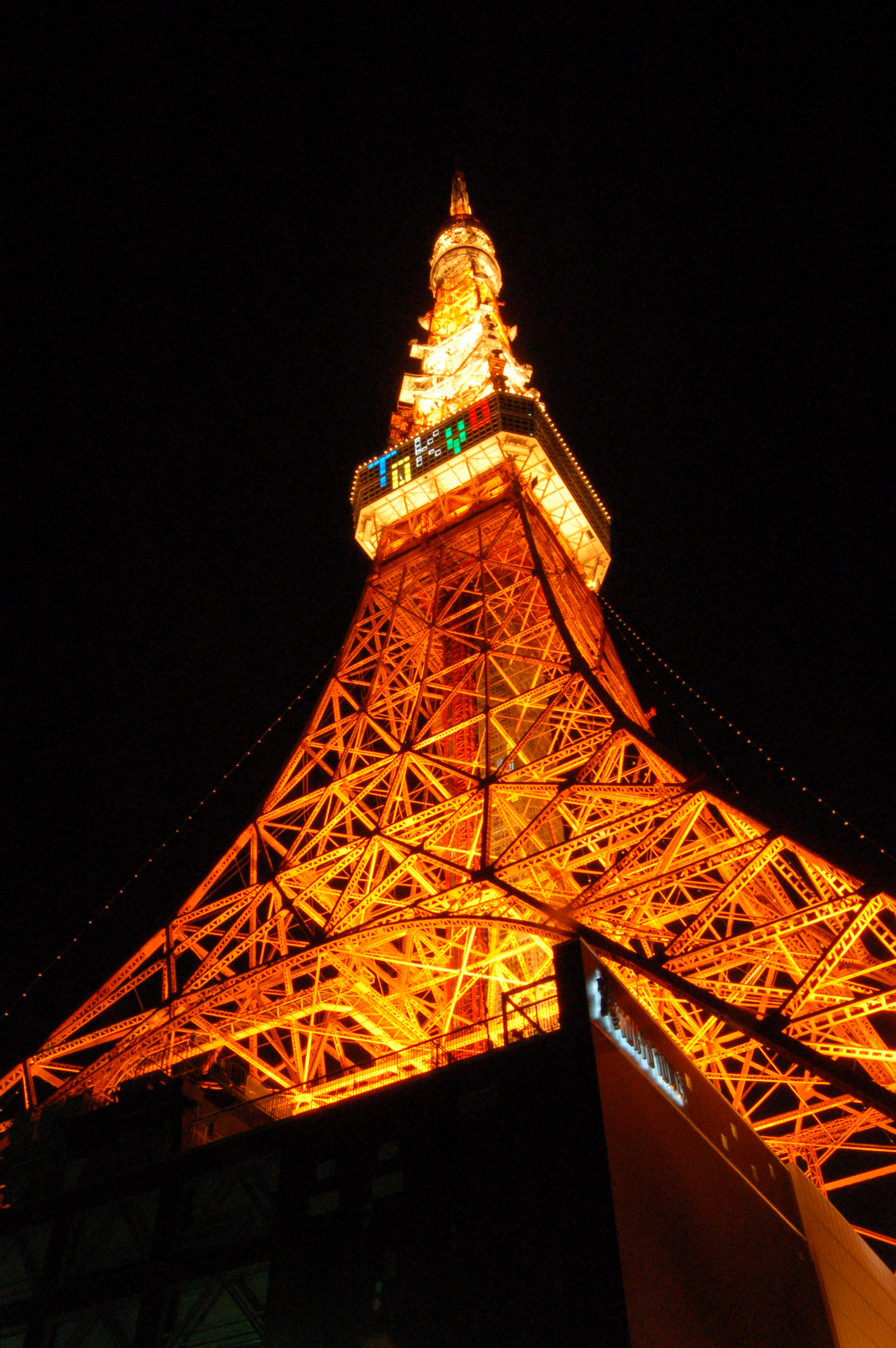
Illuminazione speciale per la candidatura alle Olimpiadi 2016
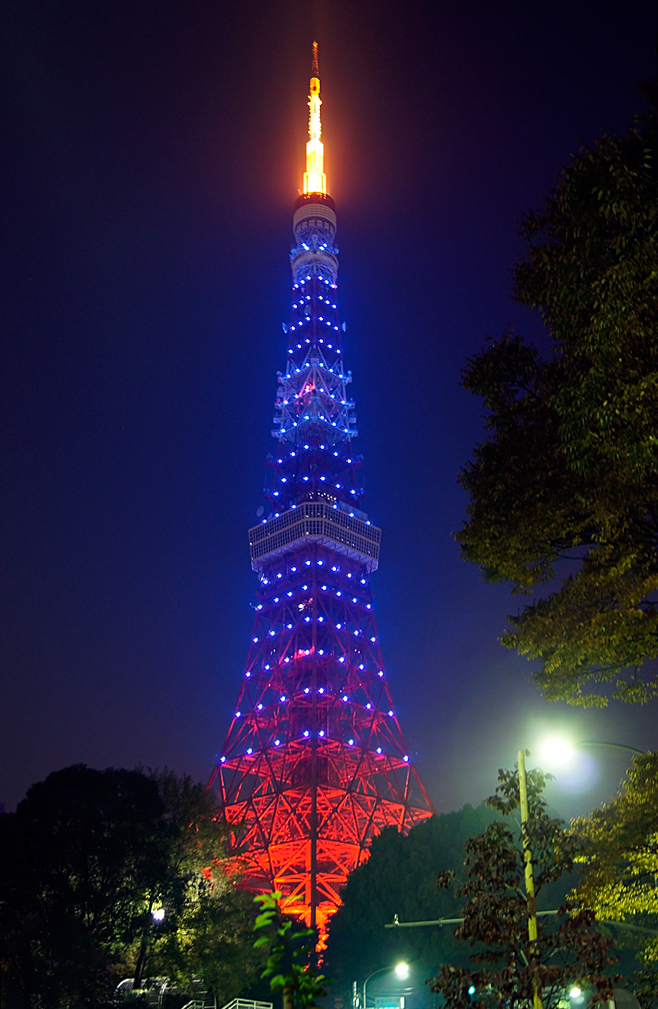
Luci blu per la Giornata mondiale del diabete
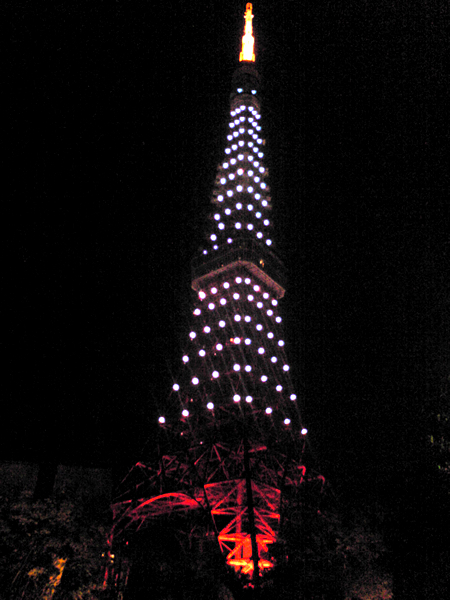
Nozze d'oro dell'Imperatore (10 aprile 2009)
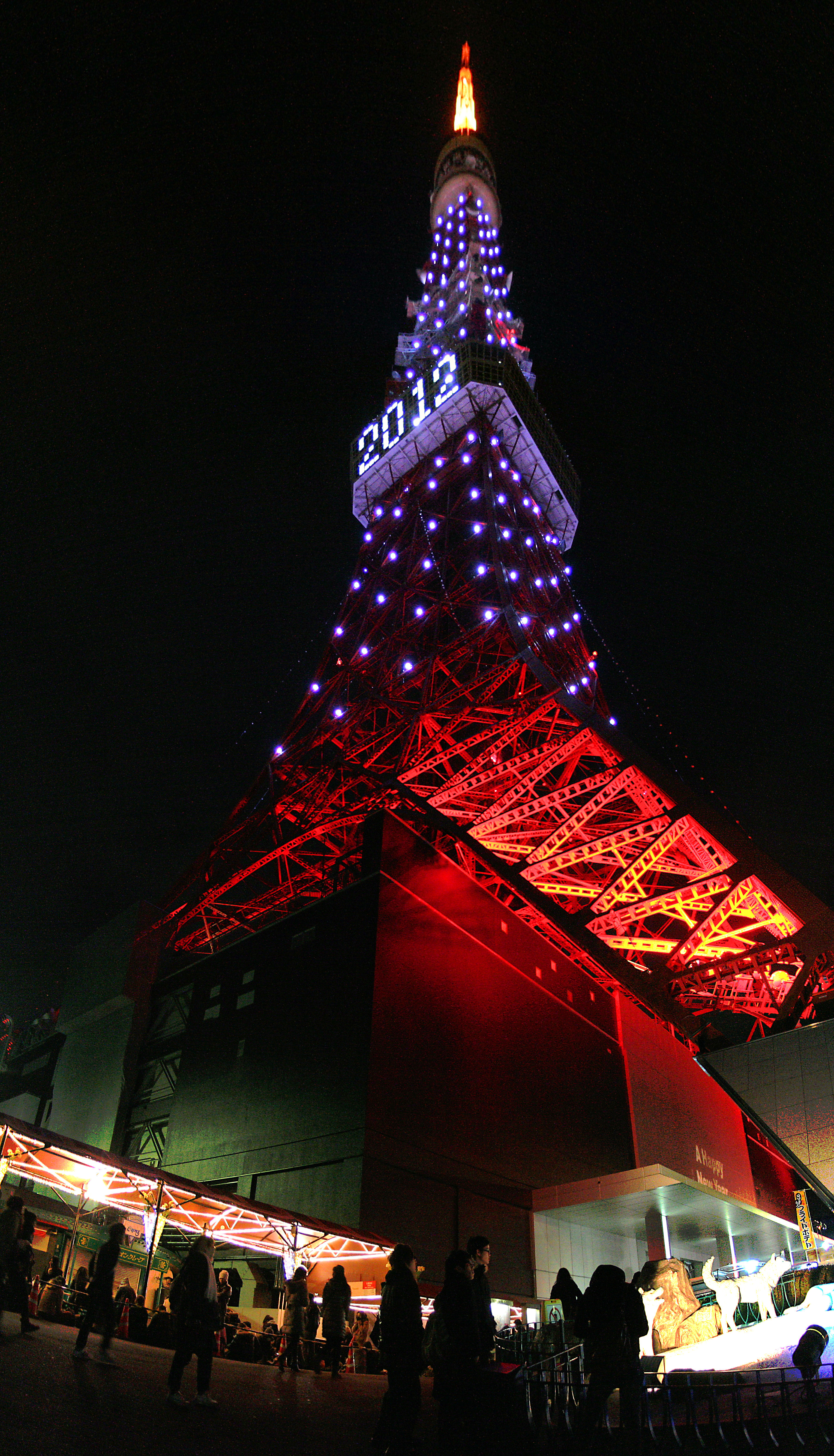
Capodanno 2012
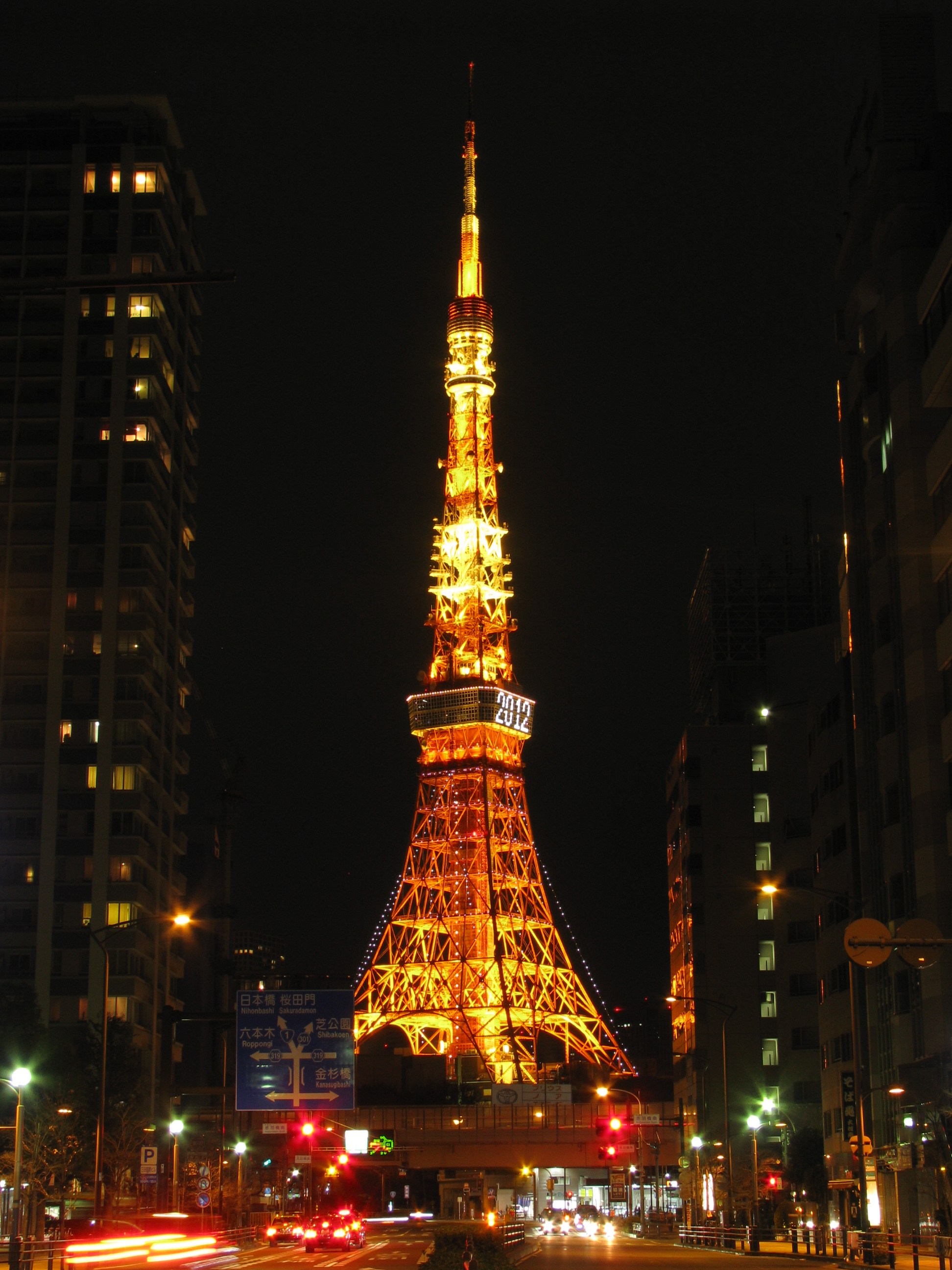
Illuminazione alternativa per il Capodanno 2012
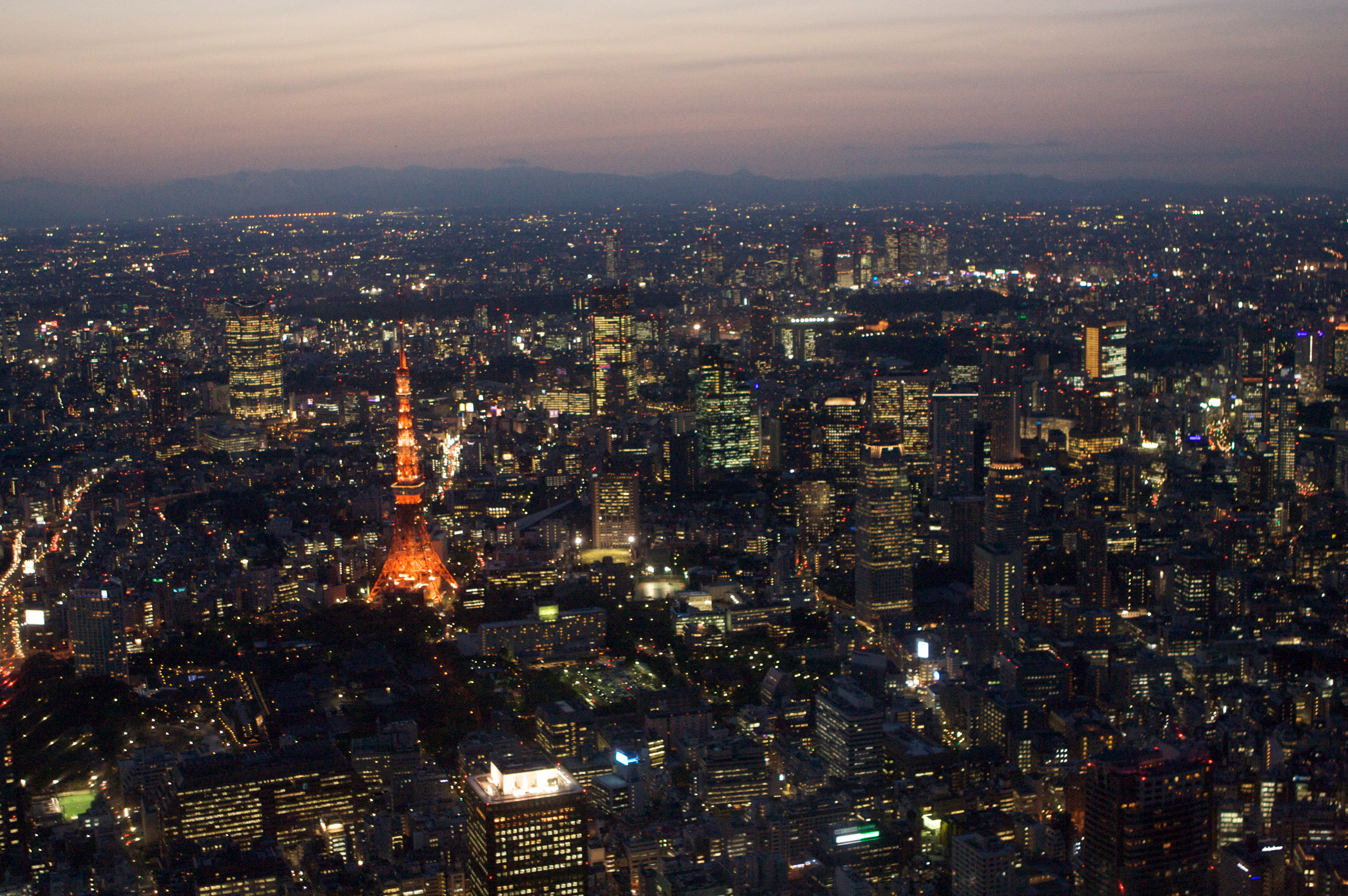
La torre e l'area circostante

## Mascotte
La Torre di Tokyo ha due mascotte di nome Noppon. Si tratta di due fratelli: il fratello maggiore, che indossa una salopette blu, e il fratello minore, che indossa una tuta rossa. Furono ideati il 23 dicembre 1998 per celebrare il 40º anniversario della Torre di Tokyo.

## Nella cultura di massa
La Torre di Tokyo appare in numerosi anime e manga come Air Gear, Gantz, Magic Knight Rayearth, Proteggi la mia terra, Sailor Moon, Haikyu!! e X. Una citazione particolare merita l'anime Tokyo Magnitude 8.0 nel quale si vede la famosa torre crollare a seguito di un forte terremoto. La torre è anche frequentemente utilizzata per il genere cinematografico giapponese kaijū (mostro gigante). È stato il luogo delle epiche battaglie tra Godzilla, Mothra e King Kong (King Kong - Il gigante della foresta) in cui viene spesso distrutta e ricostruita.
L'emoji nei social media, spesso identificata come la torre Eiffel, è in realtà la Tokyo Tower.